# Millas
Millas (katalanisch: Millars) ist eine französische Gemeinde im Département Pyrénées-Orientales in der Region Okzitanien. Die Gemeinde hat eine Fläche von 19,12 km² und hat 4325 Einwohner (Stand: 1. Januar 2022). Millas gehört zum Arrondissement Prades und zum Kanton La Vallée de la Têt. Die Einwohner werden Millassois(es) genannt.

## Geographie
Millas liegt in der Landschaft Ribéral am rechten Ufer des Flusses Têt, in den hier der Bolès mündet. In das Gemeindegebiet reichen die Weinbaugebiete Rivesaltes und Côtes du Roussillon (auch Côtes du Roussillon-Villages) hinein. Bekanntestes Produkt ist der Muscat de Rivesaltes.
Umgeben wird Millas von den Nachbargemeinden Montner im Norden, Corneilla-la-Rivière und Saint-Féliu-d’Amont im Osten, Camélas im Südosten, Corbère-les-Cabanes und Corbère im Süden, Ille-sur-Têt im Südwesten, Néfiach im Westen und Bélesta im Nordwesten.
Durch die Gemeinde führen die Route nationale 116 und die frühere Route nationale 614. Der Bahnhof liegt an der Bahnstrecke Perpignan–Villefranche-de-Conflent.

## Bevölkerungsentwicklung
| 1962 | 1968 | 1975 | 1982 | 1990 | 1999 | 2006 | 2011 |
| ---- | ---- | ---- | ---- | ---- | ---- | ---- | ---- |
| 2453 | 2489 | 2569 | 2824 | 3091 | 3452 | 3766 | 4005 |

## Sehenswürdigkeiten
- Kirche Sainte-Eulalie, romanischer Kirchbau, seit 1965 Monument historique

## Persönlichkeiten
- Christian Bourquin (1954–2014), Politiker, zwischenzeitlich Bürgermeister von Millas (1995–2001)